# Barton-le-Clay
Barton-le-Clay (även känt som Barton in the Clay) är en stad och civil parish i Central Bedfordshire i Bedfordshire i England. Folkmängden uppgår till cirka 5 000 invånare.